# 강제 징수
강제 징수(強制徵收)는 납세 의무자가 납세 의무를 스스로 이행하지 아니하는 경우(즉, 체납), 행정권의 강제력을 동원하여 징수하는 것을 말한다. 즉 행정법상 금전급부의무의 불이행에 대하여 의무자의 재산에 실력을 가하여 의무가 이행된 것과 동일한 상태를 실현하는 작용을 말한다. 강제 징수 절차인 조세의 체납 처분은 재산의 압류·환가 처분 및 환가 대금 배분의 각 단계를 거쳐서 행해지며, 체납 처분을 하기 위해서는 사전에 독촉을 하여야 한다.

## 같이 보기
- 조세
- 대집행